# Gaggio Montano
Gaggio Montano es un municipio situado en la ciudad metropolitana de Bolonia, en Emilia-Romaña (Italia). Tiene una población estimada, a fines de abril de 2022, de 4805 habitantes.

## Demografía
| Gráfica de evolución demográfica de Gaggio Montano entre 1861 y 2022 |
|                                                                      |
| Fuente: ISTAT - Elaboración gráfica de Wikipedia                     |